# 動く指
『動く指』（うごくゆび、原題：The Moving Finger）は、1942年に刊行されたイギリスの小説家アガサ・クリスティの推理小説。ミス・マープルが登場するマープルシリーズ長編の第3作目の作品である。
本作はクリスティ自身のお気に入り作品10作のうちのひとつに挙げられている。なお、この10作品に順位は付けられていない。

## あらすじ
戦時中の飛行機事故により重傷を負ったジェリー・バートンは、医者の勧めにより、静養のために妹のジョアナとリムストックの町へとやって来る。二人がリムストックに居を構えてまもなく、差出人不明の手紙が届けられる。それは、「ジェリーとジョアナが本当の兄妹ではない」という内容を下品な表現で文にした誹謗中傷の手紙だった。ジェリーはバカバカしいと思い手紙を破り捨てるものの、地元の医師・グリフィスに手紙のことを打ち明ける。するとグリフィスは、リムストックでは以前から人々を誹謗中傷する怪文書が出回っていると話す。そしてこの怪文書事件は新たな悲劇を引き起こす。事務弁護士ディック・シミントンの妻であるモナが服毒死を遂げてしまったのだ。
モナへの手紙には、現夫のディックとの間に生まれた次男のコリンが、ディックではなく別の男との間に生まれた子供であるという内容が下品な表現で綴られていた。モナの遺体のそばには「もう無理」（"I can't go on "）という破れたメモが残されていたことや、彼女が以前から神経衰弱気味だったことから、モナの死はこの手紙を苦にしての自殺と思われた。
さらに事件は続き、今度はシミントン家のお手伝いであるアグネスが行方不明になる。彼女は行方不明になる少し前に、リトル・ファーズ邸のメイドであるパトリッジに相談したいことがあると電話をしていたのだった。パトリッジはアグネスとお茶を一緒にという約束をしていたが、現れなかったのだという。
翌朝、ジェリーは電話のベルで目を覚ます。相手はミーガン。シミントンの妻・モナが前の夫との間に授かった娘であった。ミーガンは慌てた口調でジェリーに「すぐに来て！」と話し、ジェリーは悪い予感を感じつつシミントン家へと向かう。その悪い予感は的中する。行方不明になっていたアグネスは、階段の下の戸棚で他殺死体となって発見されたのだった。この事態に牧師夫人は、知人のミス・マープルを呼び寄せる。マープルは事件の真相を探るべく、リムストックを探索する。
シミントン家の家庭教師エルジー・ホーランドは、匿名の手紙を受け取る。警察は、地元の医師グリフィスの妹エメが、これまでの手紙と同じタイプライターで宛先を打っているところを目撃し、手紙を書いたとして彼女を逮捕する。
主治医に会うためにロンドンに向かったジェリーは、衝動的にミーガンを連れて行き、ジョアンナが利用している洋品店ですっかり変身させる。彼はミーガンに恋をしていることに気づく。リムストックに戻ったジェリーはミーガンに結婚を申し込むが、彼女はそれを断る。彼はシミントンにミーガンを追いかける許可を求めるが、マープルはミーガンにやってもらうことがあるので、一日放っておくようにジェリーに忠告する。
その夜、ミーガンは継父シミントンが夫人を殺した証拠を持っていると言って彼を脅迫する。シミントンは、自分の罪を認めないまま、冷静に金を支払うが、夜になるとミーガンに睡眠薬を飲ませ、彼女の頭をガスオーブンに突っ込んで殺害しようとする。しかしジェリーと警察は彼を待ち伏せており、ジェリーがミーガンを救出し、シミントンは自白する。警察は、妻とアグネスを殺害した罪で彼を逮捕する。
マープルは、人間の本性を見抜いており、この手紙が陽動作戦であり、地元の女性が書いたものではないことを最初から知っていたことを明らかにする。シミントン夫人の死で得をしたのはただ一人、彼女の夫である。彼は美しいエルジー・ホーランドに恋していたのだ。彼は妻の殺害を計画し、弁護士時代から知っていた過去の事件の手紙をモデルにした。誰が書いたかについての警察の推理は完全に間違っていた。シミントンが書いていない手紙は、長年、シミントンを愛してきたエメ・グリフィスが書いたものだった。マープルはシミントンの有罪を証明するのは難しいと考え、彼をあばくための計画を立て、ミーガンを参加させて彼を挑発し、彼女を殺そうとするのを待ったのだった。
捜査がうまくいったことで、ミーガンはジェリーを愛していることを自覚する。ジェリーは、借りていたエミリー・バートンの家を2人のために購入する。妹のジョアンナはグリフィス医師と結婚し、リムストックに住むことにする。一方、エミリー・バートンとエメ・グリフィスは一緒に船旅に出かける。

## 登場人物
ジェーン・マープル
詮索好きな独身の老婦人。
ジェリー・バートン
本作の語り手。傷痍軍人で、療養のためにリムストックから半マイル離れたリトル・ファーズ邸に移住。
ジョアナ（ジョー）・バートン
ジェリーの妹。兄ジェリーとともにリトル・ファーズ邸に移住。
リチャード（ディック）・シミントン
ガルブレイス・アンド・シミントン法律事務所の事務弁護士。
モナ・シミントン
ディックの妻。
ミーガン・ハンター
モナの先夫の娘。
エルジー・ホーランド
シミントン家の家庭教師。
アグネス・ウォデル
シミントン家のお手伝い。
ローズ
シミントン家のコック。
オーエン・グリフィス
医師。
エメ・グリフィス
オーエンの妹。
エミリー・バートン
リトル・ファーズ邸の持主で、オールドミスの姉妹の最後の1人。
パトリッジ
リトル・ファーズ邸のお手伝い。
ケイレブ・デイン・カルスロップ
教区牧師。
モード・デイン・カルスロップ。
教区牧師夫人。
ナッシュ
郡警察の警視。
ミス・ギンチ
ガルブレイス・アンド・シミントン法律事務。
ジョージ
ベアトリスの恋人。
パイ
プライアーズ・エンドの修道院長。
クリート夫人
植木屋の妻。‘賢者の一族’の出身。
ベアトリス
リトル・ファーズ邸のお手伝い。

## 出版
| 題名   | 出版社   | 文庫名                          | 訳者   | 巻末                               | カバーデザイン  | 初版年月日     | ページ数 | ISBN          | 備考 |
| ------ | -------- | ------------------------------- | ------ | ---------------------------------- | --------------- | -------------- | -------- | ------------- | ---- |
| 動く指 | 早川書房 | ハヤカワ・ポケット・ミステリ436 | 高橋豊 |                                    |                 | 1958年         | 219      |               | 絶版 |
| 動く指 | 早川書房 | ハヤカワ・ミステリ文庫1-27      | 高橋豊 | ミス・マープル・シリーズ著作リスト | 真鍋博          | 1977年11月30日 | 320      | 4-15-070027-3 | 絶版 |
| 動く指 | 早川書房 | クリスティー文庫37              | 高橋豊 | 解説 久美沙織                      | Hayakawa Design | 2004年4月16日  | 399      | 4-15-130037-6 |      |

## 映像化作品
ミス・マープル『動く指』
シーズン1 エピソード2（通算第2話）  イギリス1985年放送
内容はほぼ原作に沿っている。
- ジェリー・バートン: アンドリュー・ビックネル
- ジョアンナ・バートン: サビーナ・フランクリン
- エドワード・シミントン: マイケル・カルバー
- ミーガン・ハンター: デボラ・アップルビー
- エルジー・ホランド: イモージェン・ビックフォード・スミス

アガサ・クリスティー ミス・マープル『動く指』
シーズン2 エピソード2（通算第6話） イギリス2006年放送
原作とは異なり、ジェリーがケガを負った原因がバイク事故となっている。
- ジェリー・バートン: ジェームズ・ダーシー
- ジョアンナ・バートン: エミリア・フォックス
- エドワード・シミントン: ハリー・エンフィールド
- ミーガン・ハンター: タルラ・ライリー
- エルジー・ホランド: ケリー・ブルック